# Општина Лазури (Сату Маре)
Лазури (рум. Lazuri) општина је у Румунији у округу Сату Маре.
Oпштина се налази на надморској висини од 118 m.